# Alt-right
Alt-right là một nhóm tổ chức lỏng lẻo của những người có tư tưởng cực Hữu, chối bỏ dòng chính của chủ nghĩa bảo thủ tại Hoa Kỳ. Các tác phẩm của nhóm này chủ yếu được đăng trên Internet và được tìm thấy trên các trang web như 4chan và 8chan, nơi các thành viên nặc danh tạo và sử dụng Internet meme để thể hiện quan điểm của họ  Rất khó để nói bao nhiêu những điều người ta viết ở những nơi này là nghiêm túc, và bao nhiêu có mục đích để gây sự phẫn nộ. Thành viên của Alt-right sử dụng các trang web như Twitter và Breitbart News để chuyển tải thông điệp của họ.
Các bài đăng của Alt-right thường ủng hộ Tổng thống đắc cử Donald Trump của đảng Cộng hòa, và chống nhập cư, đa văn hóa và ngôn ngữ hay chính sách đúng đắn chính trị (political correctness).
Alt-right không có ý thức hệ chính thức, mặc dù các nguồn khác nhau cho là họ lấy chủ nghĩa dân tộc trắng làm cơ bản. Nó cũng gắn liền với chủ nghĩa da trắng thượng đẳng, bài Hồi giáo, chống chủ nghĩa nữ quyền, chống những người đồng tính, theo chủ nghĩa dân tộc kỳ thị thiểu số, chủ nghĩa dân túy cánh Hữu, chủ nghĩa bản địa bài ngoại (nativism), chủ nghĩa Truyền thống, và phong trào tân phản động. Alt-right là một thuật ngữ chung được đặt ra thời gian gần đây, gọi chung những thành viên chưa đồng thuận và không có tiêu chí rõ ràng. Phong trào được liên kết với nhiều ý thức hệ từ chủ nghĩa dân tộc Mỹ, tân bảo hoàng cho tới những người ủng hộ Nam quyền và những người phản đối dòng chính của chủ nghĩa bảo thủ.
Điểm chung của các thành viên của phong trào Alt-right định nghĩa lỏng lẻo bao gồm một sự khinh bỉ đối với chính trị chính thống và một mong muốn để thách thức các chuẩn mực xã hội xung quanh những điều cấm kỵ trong ngôn luận. Sự phổ biến của meme trong giới Alt-right đã khiến một số nhà bình luận đặt câu hỏi, nhóm Alt-right có phải là một phong trào nghiêm túc hơn là chỉ là một cách khác để thể hiện niềm tin truyền thống bảo thủ.

## Xuất xứ của thuật ngữ
Trong tháng 11 năm 2008, Paul Gottfried diễn thuyết tại câu lạc bộ H. L. Mencken về những gì ông gọi là "Cánh Hữu khác" (the alternative right). Trong năm 2009, thêm hai bài viết tại Tạp chí Taki của Patrick J. Ford và Jack Hunter, thảo luận sâu hơn về Cánh Hữu khác  Thuật ngữ này, tuy nhiên, thường được quy cho Richard B. Spencer, Chủ tịch Viện Chính sách Quốc gia và người sáng lập của Alternative Right.

## Nhận xét
Mặc dù một số người bảo thủ hoan nghênh phong trào alt-right, những người khác trong dòng chính Tả và Hữu chỉ trích nó như phân biệt chủng tộc hay thù hận, đặc biệt vì sự thù địch của nó đối với dòng chính chủ nghĩa tự do và bảo thủ.
David A. French, viết cho National Review, gọi những người ủng hộ alt-right "những người muốn trở thành người phát xít" và than vãn về sự hội nhập của họ vào các cuộc đối thoại chính trị quốc gia. Benjamin Welton, viết cho The Weekly Standard, mô tả alt-right như một "lực lượng rất không đồng nhất" mà "lật ngược luân lý của cánh Tả và cho đó là một huy hiệu danh dự được gọi là phân biệt chủng tộc, bài người đồng tính, và phân biệt giới tính.
Giáo sư George Hawley của Đại học Alabama cho rằng alt-right có thể là một mối đe dọa lớn cho Chủ nghĩa tiến bộ hơn là phong trào bảo thủ chính thống.
Trong một cuộc phỏng vấn với tờ The New York Times vào ngày 22 Tháng 11 năm 2016, Tổng thống đắc cử Donald Trump chối bỏ và lên án alt-right, làm khó chịu nhiều người alt-right ủng hộ ông.